# Dušan Radonjič
Dušan Radonjič, slovenski ekonomist in univerzitetni profesor, * 29. april 1941, Jezersko, Slovenija.
Je dolgoletni profesor za področje marketinga na Ekonomsko-poslovni fakulteti v Mariboru, kjer je bil med leti 1987 in 1993 tudi dekan. Med leti 1996-97 in 2003-04 je opravljal tudi funkcijo prorektorja Univerze v Mariboru. 
Leta 2014 je na predlog poslanca Ivana Vogrina kandidiral za mandatarja za sestavo nove vlade, vendar ni zbral dovolj glasov.